# 송파구청장
송파구청장은 서울특별시 송파구의 구청장이다.

## 역대 송파구청장
| 기수    | 이름            | 임기                              |
| ------- | --------------- | --------------------------------- |
| 관선1기 | 김성순(金聖順)  | 1988년 1월 1일 ~ 1989년 5월 16일  |
| 관선2기 | 김영근(金永根)  | 1989년 5월 17일 ~ 1991년 7월 24일 |
| 관선3기 | 배병호(裵炳昊)  | 1991년 7월 25일 ~ 1993년 3월 17일 |
| 관선4기 | 김성순(金聖順)  | 1993년 3월 18일 ~ 1995년 3월 19일 |
| 관선5기 | 서찬교(徐贊敎)  | 1995년 3월 20일 ~ 1995년 6월 30일 |
| 민선1기 | 김성순(金聖順)  | 1995년 7월 1일 ~ 1998년 6월 30일  |
| 민선2기 | 김성순(金聖順)  | 1998년 7월 1일 ~ 2000년 2월 12일  |
| 민선2기 | 이유택(李裕澤)  | 2000년 6월 9일 ~ 2002년 6월 30일  |
| 민선3기 | 이유택(李裕澤)  | 2002년 7월 1일 ~ 2006년 6월 30일  |
| 민선4기 | 김영순(金榮順)  | 2006년 7월 1일 ~ 2010년 6월 30일  |
| 민선5기 | 박춘희(朴椿姬)  | 2010년 7월 1일 ~ 2014년 6월 30일  |
| 민선6기 | 박춘희(朴椿姬)  | 2014년 7월 1일 ~ 2018년 6월 30일  |
| 민선7기 | 박성수(朴星洙)  | 2018년 7월 1일 ~ 2022년 6월 30일  |
| 민선8기 | 서강석 (徐康錫) | 2022년 7월 1일 ~ 현재             |

## 같이 보기
- 송파구청장 선거